# Piruetas juveniles
Piruetas juveniles es una película hispano-italiana de Giancarlo Cappelli rodada en (1943). 
Se trata del único proyecto de Cesare Zavattini que se realizó en España. 
La obra se estrenó en Italia con el título de Romanzo a passo di danza. 